# Пятнистоухая белка
Пятнистоухая белка (лат. Callosciurus adamsi) — вид беличьих из рода прекрасных белок. Эндемик Калимантана (Индонезия и Малайзия). 

## Описание
Нижняя часть тела тускло-красная (серые волоски с красноватыми кончиками). Выше, по бокам, имеется светлая полоса, над ней — тёмная. Позади каждого уха есть охристое пятно, по которому пятнистоухую белку можно отличить от от трёхцветной белки (Callosciurus notatus).

## Образ жизни
Обитает в диптерокарпусовых лесах, предпочитает невысокие деревья. Также иногда встречается в деградированных лесах и на плантациях, что свидетельствует о способности вида адаптироваться к изменению среды обитания.
Продолжительность жизни одного поколения составляет примерно 4,3 года. 

## Угрозы и охранный статус
Среда обитания пятнистоухой белки вырубается для заготовки древесины, дров и преобразования в сельскохозяйственные угодья. Красная книга МСОП присвоила виду охранный статус «Близки к уязвимому положению».